# Alexander Langsdorff
Alexander Langsdorff (Alsfeld, 14 de diciembre de 1898 – Eutin, 15 de marzo de 1946) fue un arqueólogo alemán y oficial de las SS durante la Alemania nazi.

## Vida
Langsdorff estudió arqueología, prehistoria e historia antigua y germánica en la Universidad de Marburgo y se doctoró en 1929. Ese mismo año encontró una tumba de bronce, jarras de pico y otras piezas. Langsdorff participó en diferentes expediciones arqueológicas a Egipto y a Irán entre 1929 y 1933. En 1932, inició junto a Donald McCown, la excavación de Tall-i Bakun, cerca de la antigua Persépolis.
Langsdorff tomó parte en el denominado Putsch de Múnich, el 9 de noviembre de 1923, apoyando a Adolf Hitler en su intento fallido de tomar el poder por las armas. Se casó en 1931, posteriormente se divorcia el 2 de octubre de 1940. 
El 1 de junio de 1933, se incorporó al Partido Nazi o NSDAP, con el número de ficha 1.657.764, el 28 de octubre del mismo año ingresa en las fuerzas paramilitares SS, con el número 185.091, donde alcanzó en 1944, el rango de SS Standartenführer o coronel de las SS. Se volvió a casar el 7 de enero de 1941, con Marie-Luise Schneidewind, con quien tuvo dos hijos. Destinado a París desde el 15 de enero hasta el 24 de junio de 1941. Entre diciembre de 1944 y mayo de 1945 estuvo asignado al Departamento de Protección del Arte, en Italia, donde dirigió el envío de arte desde Florencia hasta Alemania. 
Falleció el 15 de marzo de 1946, en un hospital de la ciudad alemana de Eutin, debido a un embolismo pulmonar. Era primo del capitán del "Graf Spee", Hans Langsdorff.

## Promociones
- Teniente 1916 (?)
- SS-Rottenführer: 9.11.1934
- SS-Scharführer: 30.01.1935
- SS-Oberscharführer: 27.03.1935
- SS-Untersturmführer: 16.06.1935
- SS-Obersturmführer: 20.04.1936
- Leutnant d.R.: 1937 (Teniente de Reserva)
- SS-Hauptsturmführer: 30.01.1938
- SS-Sturmbannführer: 30.01.1939

Ministerialrat
- SS-Obersturmbannführer: 1.09.1941
- SS-Standartenführer: 30.01.1944

## Algunas publicaciones
- con el pseudónimo Sandro. Fluchtnächte in Frankreich. Stuttgart und Berlin 1920 (reimpreso con nuevo título: Flucht aus Frankreich: Kriegserlebnisse eines jungen Soldaten. Múnich 1934).

- con Paul Jacobsthal. Die Bronzeschnabelkannen. Ein Beitrag zur Geschichte des vorrömischen Imports nördlich der Alpen. Keller, Berlin-Wilmersdorf 1929.

- Auf den Spuren unserer Ahnen: Die Erdenburg bei Köln, eine germanische Wallberg, en "Das Schwarze Korps", 1/19, 8, 10 de julio de 1935 y 1/21, 11, 24 de julio de 1935.

- con Hans Schleif. Die Ausgrabungen der Schutzstaffeln, en "Germanien", 8, 1936, p. 391–99 y 10, 1938, p. 6–11.

- con Donald E. McCown. Tall-i Bakun A. Season of 1932 (= University of Chicago Oriental Institute Publication. v. 59) University of Chicago Press, Chicago IL 1942.

- Verzeichnis und Karte der durch den bevollmächtigten General der deutschen Wehrmacht in Italien geschützten Baudenkmäler (Directorio y mapa por el general autorizado de la Wehrmacht alemana de protección de monumentos en Italia). s.l., s.n., 1945.